# 노래하는 고속도로

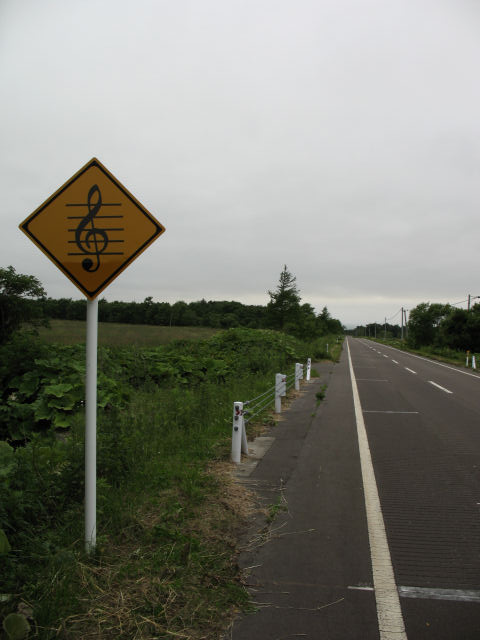
일본 홋카이도에 위치한 노래하는 고속도로

노래하는 고속도로는 도로의 홈을 파서 요철을 만들고, 자동차가 주행할 때 타이어의 마찰을 이용하여 노래처럼 소리가 들릴 수 만든 도로이다. 졸음 방지 효과가 있다. 일본에서는 멜로디로드(일본어: メロディーロード)라고 부르기도 한다.
1995년 10월에 덴마크의 예술가인 스텐 크라우프 옌센(Steen Krarup Jensen)과 야코브 프레우드망누스(Jakob Freud-Magnus)가 세계 최초로 윌란반도에 위치한 소도시인 귈링(Gylling)에 아스팔토폰(Asphaltophone)이라는 도로를 처음 설치했다. 일본에서는 2007년에 홋카이도립 총합연구기구에 의해 처음 설치되었다. 대한민국에서는 2007년에 수도권제1순환고속도로 판교 방향 103.2km 지점에 위치한 경기도 시흥시 금이동 도리 분기점 4차선 화물 도로에 처음으로 설치되었다.

## 대한민국

### 서울양양고속도로
강원특별자치도 인제군 기린면과 양양군 서면을 잇는 인제양양터널에서 작은 별 동요가 나온다.

### 동해고속도로
오천5터널에서 "아빠 힘내세요" 동요가 나온다.

## 일본
일본에서는 국도 제122호선, 홋카이도의 일부 고속도로 등 각 도로별 일부 구간에 노래하는 길이 등장한다.